# Sunkarijärvi
Sunkarijärvi är en sjö i Gällivare kommun i Lappland och ingår i Råneälvens huvudavrinningsområde. Sunkarijärvi ligger i Råneälven Natura 2000-område.